# شركة تحسين المنازل في جاسكوني
شركة شواطئ ومياه الجنوب الغربي سابقًا شركة تحسين المنازل في جاسكوني ( CACG ) ( 
 ) هي شركة تطوير فرنسية شبه عامة، مقرها في تارب ( جبال البيريني العليا ). يعمل بها حوالي 220 موظفًا. في عام 2024، غيّرت اسمها إلى "أنهار ومياه الجنوب الغربي".
تُصمّم وتُنفّذ مشاريع مائية بهدف المساهمة في التنمية الإقليمية. عملاؤها الرئيسيون هم السلطات المحلية والمزارعون والشركات الخاصة . يقع مقرّ الشركة في أوكسيتانيا ، ونوفيل آكيتين ، وباي دو لا لوار .
ورغم أن إدارتها تعرضت لانتقادات من مكتب التدقيق الإقليمي في عام 2019، فإن عملية إعادة رسملة عامة مكنتها من تجنب الإفلاس في عام 2023.

## تاريخ الشركة
تأسست شركة تحسين المنازل في جاسكوني في عام 1959. وكان هدفها تطوير الزراعة "الحديثة" في جاسكوني ، وخاصة الذرة الهجينة ، التي اخترعها المعهد الوطني لبحوث الزراعة والأغذية والبيئة [خطأ: تحقق من وسيط ورمز اللغة] . 
استُخدمت قناة نيستي لأغراض زراعية مُخصصة. ووُزِّعت صنابير الري مجانًا على المزارعين. وبدعم من باك، وصلت المياه من جبال البرانس إلى حقول الذرة في جاسكوني. 

## نشاط الشركة
ويقع مقرها الرئيسي في تارب . لها سبعة فروع: تولوز ، بروخ ، فردان سور جارون ، كاستيلنو ماجنواك ، تارب، كازير وبينيت .
في عام 2023، تكون شركة تحسين المنازل في جاسكوني مسؤولة عن 80 سدًا و 3,500 كـم (2,200 ميل) من الأنهار. تزود هذه المنطقة 280 ألف نسمة بالمياه، ومحطة أركيما في لانميزان ، و200 ألف هكتار من المحاصيل المروية. 

### الزراعة والأغذية

#### مزرعة ميراندايت
تعمل مزرعة ميرانديت، على وجه الخصوص، على الحفاظ على التربة (غطاء النبات، البذر المباشر، وما إلى ذلك) والري المخصص.  

### المياه

#### قناة نستي

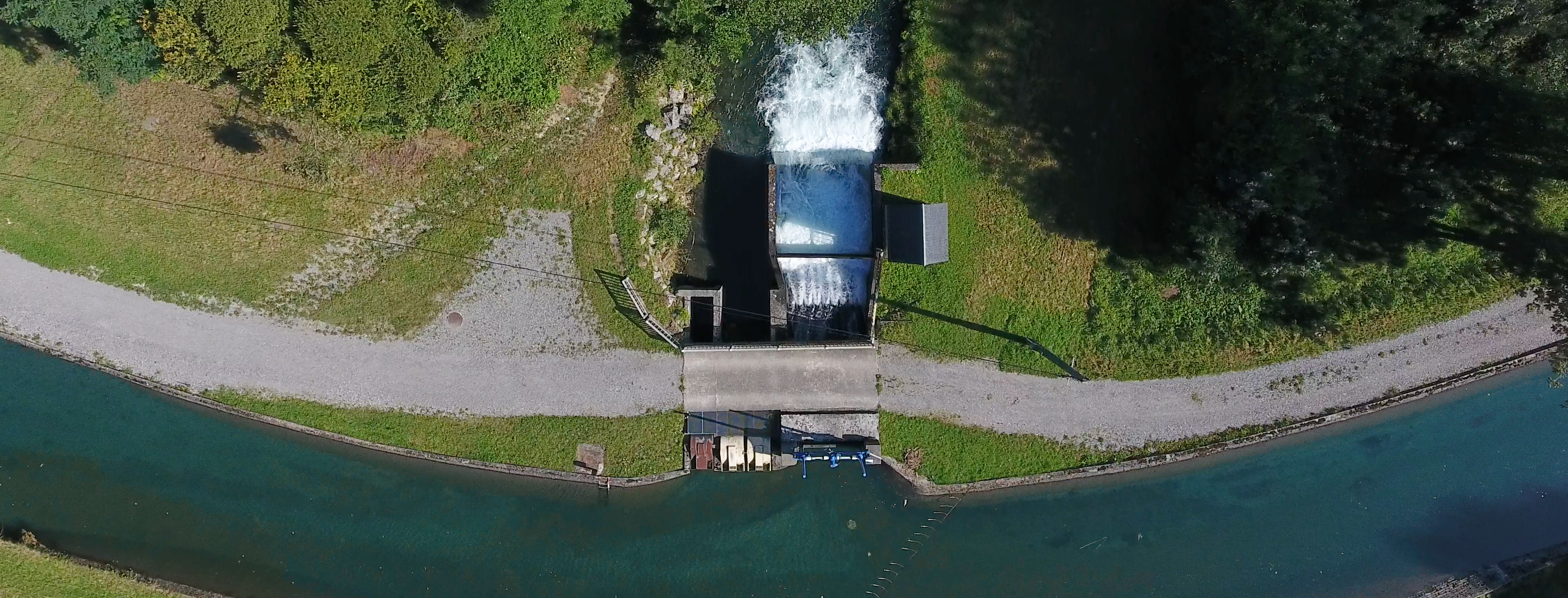
مدخل نهر جيرس على قناة نيستي - لانميزان (65)

تُغذّي قناة نيسته شبكة نيسته. منذ عام ١٩٩٠، تُديرها شركة تحسين المنازل في جاسكوني بموجب امتياز حكومي.
بُني بين عامي ١٨٤٨ و١٨٦٢، وهو يضمن إمدادات المياه إلى غاسكونيا. تبلغ مساحة هذه المنطقة 8,400 كـم2 (3,200 ميل2) تمتد على 5 مقاطعات : هوت بيرينيه ، جيرس ، هوت جارون ، لوت وغارون ، وتارن وغارون . وهي تنقل المياه من وادي أور إلى المستخدمين عبر شبكة واسعة تضم 1,350 كـم (840 ميل) من الأنهار، 90 كـم (56 ميل) من الخنادق، والعديد من البحيرات.  تأتي المياه للقناة والأنهار السبعة عشر التي تغذيها من نيس ، من مدخل مياه سارانكولين في بيريد-جوميت . (65).

#### سد فوروغ
تم بناء هذا الهيكل، الذي يمتد بين بلديتي مايلهوك وكاغناك ليه مين ، وتشغيله في منطقة تارن من قبل شركة تحسين المنازل في جاسكوني من عام 1998 إلى عام 2020.  تعرض بناؤه للهجوم من قبل معارضيه  وأدانته المحكمة الإدارية في عام 1997. وعلى الرغم من أن الحكم يتطلب إيقاف العمل، إلا أن المدعي العام في ألبي رفض إيقاف العمل. أصدر المحافظ أمرًا بوقف العمل، لكنه لم ينفذه. وفي النهاية، أكدت محكمة الاستئناف الإدارية في بوردو عدم قانونية البناء. في عام 2005. 
وكان موضوع تحقيق عام جديد في عام 2015، وأعمال تطوير في الفترة 2018-2019، قبل إعادته إلى المجلس الإقليمي لتارن في عام 2020.

#### سد سيفينز
في عام ٢٠١٤، لفت الاحتجاج القوي الذي شنّه معارضو بناء سد سيفينز الانتباه إلى شركة تحسين المنازل في جاسكوني. في الخامس من نوفمبر، أشارت صحيفة "لو كانار إنشينيه" إلى أن غالبية أعضاء مجلس إدارتها  ممثلون منتخبون من المجالس العامة والإقليمية في نوفيل آكيتين وأوكسيتاني ، مما يُرجّح أن يُشكّل تضاربًا في المصالح، إذ إن نفس الأشخاص "لديهم فكرة مشروع، ودراسة جدواه، والتصويت عليه، والتحكّم فيه" من خلال هياكل مختلفة.
في عامي ٢٠٠١ و٢٠٠٩، أجرت شركة تحسين المنازل في جاسكوني دراسات جدوى لسد سيفينز . وبعد هذه الدراسات، عيّن المجلس العام لتارن شركة تحسين المنازل في جاسكوني نفسها مديرًا لمشروع سد سيفينز. في ٢٩ سبتمبر ٢٠١٤، كلفت وزارة البيئة والتنمية المستدامة والطاقة الفرنسية خبيرين، من هيئة الجسور والمياه والغابات ، بإعداد تقرير حول هذا الموضوع. ويوصي هذا التقرير، دون التشكيك في الحاجة إلى تخزين المياه في وادي تيسكو، بالعديد من التحسينات، لا سيما لتحديث الطلب على المياه ودراسة خيارات التخزين. ومنذ ذلك الحين، يجري تنفيذ مشروع إقليمي للتوفيق بين القضايا الزراعية والبيئية.

#### بحيرة بويداريو
افتُتح سد بويداريو عام ١٩٨٧، مُشكِّلاً بحيرة بويداريو . بالإضافة إلى الاستخدامات المشتركة لنظام نيستي (البيئة، والاقتصاد، ومياه الشرب)، يُمثل السد أيضًا منطقة عبور وشتاء لنحو ٢٤٠ نوعًا من الطيور.

## الانتقادات

### نموذج الأعمال
نموذج أعمال شركة تحسين المنازل في جاسكوني، الذي يعتمد أساسًا على ري الذرة، خاسر هيكليًا ويعتمد على الدعم الحكومي. ديونها مرتفعة، وكانت المنظمة على وشك الإفلاس في عام ٢٠٢٣. تم تجنب ذلك من خلال خطة إنقاذ من السلطات المحلية وإعادة تمويل ضخمة بقيمة ( 24 مليون يورو ) من المال العام.   في عام ٢٠١٩، أعلنت غرفة الحسابات الإقليمية [خطأ: تحقق من وسيط ورمز اللغة] في أوكسيتاني حذر من سوء إدارة الشركة. 
ومنذ وقت مبكر من عام 1998، كان وراء الترويج لخزانات الري، أو خزانات الاستبدال المثيرة للجدل في مستنقعات بواتفين .  

### الإدانات
أُدينت الشركة في عام 2016 بسبب أخذ عينات من نهر جيموني تتجاوز المعايير المسموح بها،   وفي عام 2019 بسبب نهر ميدو . 
في عام ٢٠٢١، أُدينت الشركة لنفس الأسباب. وكانت شركة تحسين المنازل في جاسكوني قد طعنت في الادعاء برمته دون جدوى، مُورِّطةً المكتب الفرنسي للتنوع البيولوجي ، ومُقدِّمةً دعوى اشتباه مشروع ضد مكتب المدعي العام. 

## أنظر أيضاً
- Barrage de Sivens
- Compagnie d'aménagement du Bas-Rhône et du Languedoc
- Société du canal de Provence
- Office d’équipement hydraulique de Corse